# Marc Oberweis
Marc Oberweis (ur. 6 listopada 1982 w Luksemburgu) – luksemburski piłkarz, grający na pozycji bramkarza.

## Kariera klubowa
Oberweis profesjonalną karierę rozpoczął w klubie F91 Dudelange. Latem 2004 roku przeniósł się do CS Grevenmacher, w którym przez pięć lat był podstawowym golkiperem. Przed rozpoczęciem sezonu 2009-10 podpisał umowę z Jeunesse Esch.

## Kariera reprezentacyjna
W reprezentacji Luksemburga zadebiutował 30 marca 2005 roku w meczu eliminacji mistrzostw świata przeciwko Łotwie. Na boisku przebywał przez pełne 90 minut.
| Mecze i gole w reprezentacji | Mecze i gole w reprezentacji | Mecze i gole w reprezentacji | Mecze i gole w reprezentacji | Mecze i gole w reprezentacji | Mecze i gole w reprezentacji | Mecze i gole w reprezentacji |
| #                            | Data                         | Stadion                      | Rywal                        | Wynik                        | Gol                          | Rozgrywki                    |
| 2005                         | 2005                         | 2005                         | 2005                         | 2005                         | 2005                         | 2005                         |
| ---------------------------- | ---------------------------- | ---------------------------- | ---------------------------- | ---------------------------- | ---------------------------- | ---------------------------- |
| 1.                           | 30.03.2005                   | Ryga, Łotwa                  | Łotwa                        | 0:4                          | 0                            | El. MŚ 2006                  |
| 2.                           | 08.06.2005                   | Luksemburg, Luksemburg       | Słowacja                     | 0:4                          | 0                            | El. MŚ 2006                  |
| 3.                           | 03.09.2005                   | Faro, Portugalia             | Portugalia                   | 0:6                          | 0                            | El. MŚ 2006                  |
| 4.                           | 07.09.2005                   | Vaduz, Liechtenstein         | Liechtenstein                | 0:3                          | 0                            | El. MŚ 2006                  |
| 2006                         |                              |                              |                              |                              |                              |                              |
| 5.                           | 27.05.2006                   | Fryburg Bryzgowijski, Niemcy | Niemcy                       | 0:7                          | 0                            | towarzyski                   |
| 2009                         |                              |                              |                              |                              |                              |                              |
| 6.                           | 09.09.2009                   | Ramat Gan, Izrael            | Izrael                       | 0:7                          | 0                            | El. MŚ 2010                  |
| 7.                           | 14.11.2009                   | Luksemburg, Luksemburg       | Islandia                     | 1:1                          | 0                            | towarzyski                   |

## Sukcesy
Dudelange
- Puchar Luksemburga: 2004

Jeunesse
- Mistrzostwo Luksemburga: 2010
- Puchar Luksemburga: 2013